# Who Are You: Hakgyo 2015
Who Are You: Hakgyo 2015 (후아유: 학교 2015?, Hu-a-yu: Hakgyo 2015LR, lett. "Chi sei?: Scuola 2015"; titolo internazionale Who Are You: School 2015) è una serie televisiva sudcoreana trasmessa su KBS2 dal 27 aprile al 16 giugno 2015.
La serie riprende il ciclo dedicato ai problemi studenteschi andato in onda sulla KBS dal 1999 al 2002, ricominciato nel 2013 con Hakgyo 2013.

## Trama
Go Eun-byul e Lee Eun-bi sono gemelle identiche, separate quando la prima è stata adottata all'età di cinque anni. Eun-bi vive in un orfanotrofio a Tongyeong, dove i più giovani la vedono come una madre, mentre una banda di ragazzine crudeli, guidate da Kang So-young, la tormentano. Eun-byul, al contrario, frequenta il liceo Sekang, una delle scuole private più prestigiose del distretto di Gangnam; le sue migliori amiche sono Cha Song-joo e Lee Shi-jin, mentre ha una cotta corrisposta per Han Yi-an, il nuotatore della scuola, che conosce da quando avevano otto anni.
Un giorno, durante una gita scolastica a Tongyeong, Eun-byul scompare misteriosamente. Allo stesso tempo, Eun-bi viene ingiustamente espulsa da scuola e si butta da un ponte tentando di suicidarsi. Rimane però soltanto ferita e, colpita da amnesia, viene portata a Seul dalla madre adottiva di Eun-byul, iniziando a vivere la vita della sorella. Presto, però, i ricordi tornano. Eun-bi deve affrontare il trasferimento al liceo Sekang di So-young, che cerca di svelare la sua identità e di farle cambiare scuola. Tuttavia viene protetta da Gong Tae-kwang, un compagno di classe noto per essere un combina-guai, a cui rivela la verità. Egli diventa l'unica persona di cui si possa fidare, e inizia a nutrire dei sentimenti per lei.

## Personaggi
- Lee Eun-bi, interpretata da Kim So-hyun e Kang Ji-woo (da piccola)
- Go Eun-byul, interpretata da Kim So-hyun e Kang Ji-woo (da piccola)
- Gong Tae-kwang, interpretato da Yook Sung-jae
- Han Yi-an, interpretato da Nam Joo-hyuk
- Kim Joon-seok, interpretato da Lee Pil-mo
- Park Min-joon, interpretato da Lee David
- Cha Song-joo, interpretata da Kim Hee-jung
- Lee Shi-jin, interpretata da Lee Cho-hee
- Kang So-young, interpretata da Cho Soo-hyang
- Kwon Ki-tae, interpretato da Park Doo-sik
- Jo Hae-na, interpretata da Yooyoung
- Sung Yoon-jae, interpretato da Jang In-sub
- Seo Young-eun, interpretata da Kim Bo-ra
- Min-seok, interpretata da Kim Min-seok
- Hyo-eun, interpretata da Choi Hyo-eun
- Jin-gwon, interpretato da Lee Jin-gwon
- Ha-yun, interpretata da Ji Ha-yun
- Ah-seong, interpretata da Park Ah-seong
- Cho-won, interpretata da Seo Cho-won
- Byeong-gyu, interpretato da Jo Byeong-gyu
- Eun-soo, interpretata da Kwon Eun-soo
- Woo-jin, interpretato da Oh Woo-jin
- Ye-ji, interpretata da Jeong Ye-ji
- Seung-ho, interpretato da Lee Seung-ho
- Seong-yeon, interpretata da Han Seong-yeon
- Vicepreside, interpretato da Lee Hee-do
- Decano degli studenti, interpretato da Shin Jung-geun
- Ahn Ju-ri, interpretata da Jung Soo-young
- Jung Min-young, interpretata da Lee Si-won
- Insegnante di nuoto, interpretato da Choi Dae-chul
- Insegnante di salute, interpretata da Kim Jin-yi
- Song Mi-kyung, interpretata da Jeon Mi-seon
- Gong Jae-ho, interpretato da Jeon No-min
- Park Joon-hyung, interpretato da Jung In-gi
- Shin Jung-min, interpretata da Kim Jung-nan
- Shin Yi-young, interpretata da Kim Se-ah
- Procuratore Kang, interpretato da Jo Deok-hyun
- Madre di So-young, interpretata da Jung Jae-eun
- Han Ki-choon, interpretato da Lee Dae-yeon

## Ascolti
| Episodio | Data di trasmissione | Dati TNMS           | Dati TNMS                  | Dati AGB            | Dati AGB                   |
| Episodio | Data di trasmissione | A livello nazionale | Area metropolitana di Seul | A livello nazionale | Area metropolitana di Seul |
| -------- | -------------------- | ------------------- | -------------------------- | ------------------- | -------------------------- |
| 1        | 27 aprile 2015       | 4,8%                | 5,1%                       | 4,8%                | 4,4%                       |
| 2        | 28 aprile 2015       | 4,8%                | 4,8%                       | 4,2%                | 5,8%                       |
| 3        | 4 maggio 2015        | 6,5%                | 6,6%                       | 5,1%                | 4,1%                       |
| 4        | 5 maggio 2015        | 6,3%                | 6,8%                       | 6,9%                | 5,8%                       |
| 5        | 11 maggio 2015       | 6,7%                | 7,4%                       | 6,0%                | 6,6%                       |
| 6        | 12 maggio 2015       | 7,1%                | 8,8%                       | 7,0%                | 7,5%                       |
| 7        | 18 maggio 2015       | 7,3%                | 8,0%                       | 9,0%                | 8,4%                       |
| 8        | 19 maggio 2015       | 8,6%                | 8,0%                       | 7,7%                | 8,2%                       |
| 9        | 25 maggio 2015       | 7,8%                | 8,9%                       | 7,8%                | 9,0%                       |
| 10       | 26 maggio 2015       | 7,4%                | 8,2%                       | 7,1%                | 8,1%                       |
| 11       | 1 giugno 2015        | 8,2%                | 9,2%                       | 9,9%                | 7,9%                       |
| 12       | 2 giugno 2015        | 8,1%                | 8,9%                       | 9,0%                | 8,6%                       |
| 13       | 8 giugno 2015        | 8,9%                | 10,3%                      | 7,7%                | 8,1%                       |
| 14       | 9 giugno 2015        | 8,6%                | 9,9%                       | 8,1%                | 10,6%                      |
| 15       | 15 giugno 2015       | 9,2%                | 10,0%                      | 9,5%                | 8,1%                       |
| 16       | 16 giugno 2015       | 10,7%               | 11,7%                      | 10,2%               | 9,5%                       |
| Media    | Media                | 8,4%                | 9,2%                       | 6,3%                | 6,6%                       |

## Colonna sonora
1. Reset – Tiger JK feat. Jinsil
2. Blow Away (바람에 날려) – Baechigi feat. Punch
3. I'll Listen To What You Have To Say (너의 얘길 들어줄게) – Yoon Mi-rae
4. Remember – Byul
5. Pray (기도) – Younha
6. Named (그 이름) – Jonghyun e Taemin
7. Return – Wendy delle Red Velvet feat. Yuk Jidam
8. Love Song – Yook Sung-jae feat. Park Hye-su

## Riconoscimenti
| Anno | Premio               | Categoria                 | Ricevente                   | Risultato       |
| ---- | -------------------- | ------------------------- | --------------------------- | --------------- |
| 2015 | Korea Drama Awards   | Best New Actor            | Yook Sung-jae               | Candidato/a     |
| 2015 | Korea Drama Awards   | Best New Actor            | Nam Joo-hyuk                | Candidato/a     |
| 2015 | Korea Drama Awards   | Best New Actress          | Cho Soo-hyang               | Candidato/a     |
| 2015 | Korea Drama Awards   | Star of the Year          | Kim So-hyun                 | Vincitore/trice |
| 2015 | APAN Star Awards     | Best New Actor            | Yook Sung-jae               | Candidato/a     |
| 2015 | APAN Star Awards     | Best New Actor            | Nam Joo-hyuk                | Vincitore/trice |
| 2015 | KBS Drama Awards     | Best New Actress          | Kim So-hyun                 | Vincitore/trice |
| 2015 | KBS Drama Awards     | Best New Actress          | Cho Soo-hyang               | Candidato/a     |
| 2015 | KBS Drama Awards     | Netizen Award, Actress    | Kim So-hyun                 | Vincitore/trice |
| 2015 | KBS Drama Awards     | Popularity Award, Actor   | Nam Joo-hyuk                | Vincitore/trice |
| 2015 | KBS Drama Awards     | Best Couple Award         | Yook Sung-jae e Kim So-hyun | Vincitore/trice |
| 2015 | KBS Drama Awards     | Best Couple Award         | Nam Joo-hyuk e Kim So-hyun  | Candidato/a     |
| 2016 | Baeksang Arts Awards | Best New Actor (TV)       | Yook Sung-jae               | Candidato/a     |
| 2016 | Baeksang Arts Awards | Most Popular Actor (TV)   | Yook Sung-jae               | Candidato/a     |
| 2016 | Baeksang Arts Awards | Most Popular Actress (TV) | Kim So-hyun                 | Candidato/a     |